# Neva Boyd
Neva Leona Boyd (*Sanborn, Iowa 25 de fevereiro 1876,  †  Chicago, 21 de novembro de 1963) importante educadora e trabalhadora social norte-americana, fundou a Escola de Recreação e Treinamento (Recreational Training School) na Hull House de Chicago. A escola tinha um programa de trabalho de grupo com imigrantes, que se desenvolvia com ginástica, dança, jogos, arte dramática, teoria do jogo. Boyd foi professora de sociologia e serviço social da Northwestern University de 1927 a 1941. Ela faleceu um dia antes do assassinato de John F. Kennedy.
Ela foi professora no jardim da infância em Buffalo - New York, antes de iniciar seus estudo na University of Chicago, em 1908. A comissão de parques de Chicago a contratou como trabalhadora social, para organizar clubes sociais e durante a depressão de 1929 trabalhou na Works Progress Administration (WPA).
Boyd trabalhou também em casas de tratamento de militares feridos na guerra, na Cruz Vermelha, que mantinha estas casas de tratamento. Um dos objetivos era engajar os soldados feridos totalmente na prática de jogos para os preparar para viver na sociedade. Em 1940 os métodos de Boyd estavam inseridos em todos o hospitais militares dos Estados Unidos.
Viola Spolin e Colonel (William C. Menninger) foram dois de seus mais conhecidos estudantes.

## Livros e artigos
- Old Square Dances of America by N. Boyd e Tressie M. Dunlavy (1932,2007)
- Handbook of Recreational Games  de Neva Boyd, (1975). Ed Courier Dover Publications, ISBN 0486232042
- Play and game theory in group work: A collection of papers by Neva Leona Boyd por N. Boyd e Paul Simon (1971)
- Social group work: A definition with a methodological note de Neva Leona Boyd, (1971). Ed Jane Addams Graduate School of Social Work, University of Illinois at Chicago Circle
- Social group work;: A definition with a methodological note (1949)
- Handbook of games (1945)
- Home games: A collection of games Neva Leona Boyd (1942)
- Group work experiments in state institutions. In Proceedings of the National Conference on Social Work (pp.339–345). Chicago: University of Chicago Press. (1935).
- Folk Games and Gymnastic Play for Kindergarten, Primary, and Playground Dayny, and Neva L. Boyd Pedersen (1914,1932)
- Hospital and bedside games (1930,1945)
- Schoolroom games (1932)
- Outline for recording on clubs and dramatic groups (1932)
- Hospital and Bedside Games (1919)
- Old English and American Games for School and Playground by Florence Warren and Boyd, Neva L. Brown (Paperback - 1915)
- Folk Games of Denmark and Sweden for School, Playground and Social Center Dagny and Boyd, Neva L. Pedersen (1915)

## Artigos sobre Neva Boyd
português
- Artigo sobre Neva Boyd e Viola Spolin. Robson Camargo Revista Sala Preta, 2002
- Neva Leona Boyd e os Jogos Teatrais - Robson Camargo - Revista Fênix, 2010